# Condado de Lexington (Carolina do Sul)
O Condado de Lexington é um dos 46 condados do Estado americano da Carolina do Sul. A sede do condado é Lexington, e sua maior cidade é Columbia. O condado possui uma área de 1 963 km² (dos quais 152 km² estão cobertos por água), uma população de 216 014 habitantes, e uma densidade populacional de 119 hab/km² (segundo o censo nacional de 2000). O condado foi fundado em 1804.